# Genitorturers
A Genitorturers egy amerikai indusztriális metal zenekar. Tagjai: Gen, Eric Griffin, Kriz D.K. és Ryan Seelbach. A tagok többségének igazi nevei ismeretlenek. 1986-ban alakultak meg Orlandóban. Sokan a "világ legszexisebb együttesének" tartják őket, a frontember nő kinézete miatt, illetve maga a zenekar is ezzel az elnevezéssel utal magára.
Eredetileg The Festering Genitorturers volt a nevük. Az akkori felállás ez volt: Marisa (ének), Yvonne (gitár), Gen (basszusgitár), Larry (gitár) és Mike (dob). A név az angol "genitals" (nemi szerv) és "torturers" (kínzók) szavak összevonásából származik. Az eredeti felállás mára teljesen lecserélődött, mára csak Gen az egyetlen eredeti tag.

## Diszkográfia
- 120 Days of Genitorture (1993)
- Sin City (1998)
- Blackheart Revolution (2009)